# Нуова Бонина (Пјаченца)
Нуова Бонина је насеље у Италији у округу Пјаченца, региону Емилија-Ромања.
Према процени из 2011. у насељу је живело 27 становника. Насеље се налази на надморској висини од 56 м.